# Charles Homer Haskins

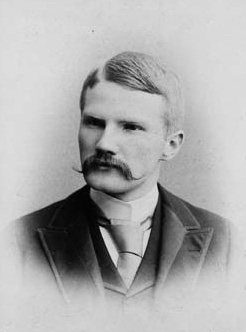
Charles Homer Haskins

Charles Homer Haskins (ur. 21 grudnia 1870, zm. 14 maja 1937) – amerykański historyk, profesor uniwersytetu stanowego Wisconsin i Uniwersytetu Harvarda.
Wykazał istnienie przełomu w cywilizacji średniowiecznej (tzw. renesansu XII wieku).

## Wybrane publikacje
- The Yazoo Land Companies. New York: The Knickerbocker Press, 1891.
- A History of Higher Education in Pennsylvania. Washington: Government Printing Office, 1902 (with William I. Hull).
- The Normans in European History. Boston: Houghton, Mifflin Company, 1915.
- Norman Institutions. Harvard University Press, 1918.
- Some Problems of the Peace Conference. Harvard University Press, 1920 (with Robert Howard Lord).
- The Rise of Universities. New York: Henry Holt and Company, 1923.
- Studies in the History of Mediæval Science. Harvard University Press, 1924.
- The Renaissance of the Twelfth Century. Harvard University Press, 1927.
- Studies in Mediaeval Culture. New York: Frederick Ungar Publishing Co., 1958 (1st Pub. 1929).